# Музей історії Гамбурга
Музей історії Гамбурга, також Гамбурзький історичний музей (нім. Museum für Hamburgische Geschichte) — історичний музей у місті Гамбург. Заснований у 1908 році. 1918 року отримав власну будівлю, споруджену в районі Нойштадт за проектом Фріца Шумахера. Веде свою історію від «колекції старожитностей», зібраної Асоціацією з історії Гамбурга, заснованої 1839 року. Музей спеціалізується на історії культури і пропонує огляд історії Гамбурга від 800 року до XXI століття; є складовою Фундації історичних музеїв Гамбурга. Музей має філію в квартирі вдови Крамер (Kramer-Witwen-Wohnung) на вулиці Краєнкамп.

## Історія
Гамбурзький історичний музей веде свою історію від колекції старожитностей, зібраної Асоціацією з історії Гамбурга починаючи з 1839 року. Серед перших експонатів колекції були об'єкти з Гамбурзького собору (Alter Mariendom), знесеного 1805 року. Після пожежі 1842 року колекція поповнилася, зокрема, двома порталами з будівлі згорілої ратуші. З 1849 експонати тимчасово розміщувалися в підвалі гімназії Йоганнеум (Johanneum). Колекція перейшла у власність міста у 1849 році, але її підтримка продовжилася з боку волонтерів.
Деякі гамбурзькі політики та активісти почали закликати до створення музею з історії міста у 1884 році. У 1906 році міська рада ухвалила рішення заснувати такий музей: у 1908 році був призначений його перший директор, історик культури Отто Лауффер (Otto Lauffer, 1874—1949).
Музейна будівля була споруджена в період з 1914 по 1922 рік за проектом архітектора Фріца Шумахера. Будівництво затяглося у зв'язку з початком Першої світової війни . З 1985 року музей підпорядкований некомерційній асоціації Verein der Freunde des Museums für Hamburgische Geschichte. 1 січня 2008 року музей став частиною Фундації історичних музеїв Гамбурга. З 2011 року музей співпрацює з Вікіпедією та Вікісховищем : у рамках GLAM-проекту зображення музейних експонатів публікуються під вільною ліцензією Creative Commons.